# Pustike (Kroatië)
Pustike is een plaats in de gemeente Kravarsko in de Kroatische provincie Zagreb. De plaats telt 168 inwoners (2001).